# Coppa Comune di Castelfranco Piandiscò
La Coppa Comune di Castelfranco Piandiscò est une course cycliste italienne disputée à Castelfranco Piandiscò, en Toscane. 
Durant son existence, cette épreuve fait partie du calendrier régional de la Fédération cycliste italienne, en catégorie 1.19. Elle est par conséquent ouverte aux coureurs espoirs (moins de 23 ans) et élites sans contrat,. 

## Palmarès depuis 2000
| Année                                  | Vainqueur                             | Deuxième                              | Troisième                             |
| Coppa Comune di Castelfranco di Sopra  | Coppa Comune di Castelfranco di Sopra | Coppa Comune di Castelfranco di Sopra | Coppa Comune di Castelfranco di Sopra |
| -------------------------------------- | ------------------------------------- | ------------------------------------- | ------------------------------------- |
| 2000                                   | Giacomo Cariulo                       |                                       |                                       |
| 2001                                   | Simone Guidi                          |                                       |                                       |
| 2002-2003                              | ?                                     |                                       |                                       |
| 2004                                   | Moisés Aldape                         | Fabio Sabatini                        | Dmitry Nikandrov                      |
| 2005                                   | Vasil Kiryienka                       |                                       |                                       |
| 2006                                   | Sergio Laganà                         | Luca Fioretti                         | Dario Cataldo                         |
| 2007                                   | Fabio Taborre                         | Fabrizio Liberati                     | Henry Frusto                          |
| 2008                                   | Alessandro Trotta                     | Federico Rocchetti                    | Teddy Turini                          |
| 2009                                   | Stefano Formichetti                   | Matteo D'Ambrosio                     | Felice Rizzo                          |
| 2010                                   | Julián Arredondo                      | Salvatore Puccio                      | Matteo Fedi                           |
| 2011                                   | Domenico Rosini                       | Salvatore Puccio                      | Devid Tintori                         |
| 2012                                   | Marco Zamparella                      | Valerio Conti                         | Antonino Puccio                       |
| 2013-2015                              | non disputé                           |                                       |                                       |
| Coppa Comune di Castelfranco Piandiscò |                                       |                                       |                                       |
| 2016                                   | Michael Delle Foglie                  | Ivan Martinelli                       | Francesco Romano                      |
| 2017                                   | Luca Raggio                           | Eros Colombo                          | Luca Zullo                            |
| 2018                                   | Francesco Baldi                       | Andrea Di Renzo                       | Alessandro Frangioni                  |
| 2019                                   | Atilio Fetter                         | Diego Frignani                        | Gabriele Benedetti                    |